# High on the Hog
| Críticas profissionais | Críticas profissionais |
| Avaliações da crítica  | Avaliações da crítica  |
| Fonte                  | Avaliação              |
| ---------------------- | ---------------------- |
| allmusic               | 2 de 5 estrelas.       |

High on the Hog é o décimo primeiro álbum de estúdio do grupo de rock The Band. Lançado em 1996, foi o segundo trabalho gravado pela última formação do grupo. Assim como seu predecessor, Jericho, de 1993, grande parte dele consiste de versões cover, com apenas duas músicas originais ("The High Price of Love" e "Ramble Jungle").
As prensagens japonesas e britânicas do álbum fecham com uma faixa diferente, "Young Blood", que apareceu nos Estados Unidos somente em um álbum-tributo a Doc Pomus.

## Faixas
1. "Stand Up"
2. "Back To Memphis"
3. "Where I Should Always Be"
4. "Free Your Mind"
5. "Forever Young"
6. "The High Price of Love"
7. "Crazy Mama"
8. "I Must Love You Too Much"
9. "She Knows"
10. "Ramble Jungle"

## Créditos
- Rick Danko – baixo acústico e elétrico, violão, vocais
- Levon Helm – bateria, baixo, harmônica, vocais
- Garth Hudson – teclado, acordeão, órgão, trompete e saxofones soprano, alto, tenor e barítono
- Richard Manuel – piano e vocais em "She Knows"
- Jim Weider – guitarra, baixo
- Randy Ciarlante – bateria, percussão e vocais
- Richard Bell – piano, teclado, instrumentos de sopro
- Tom Malone – trombone, trompete e saxofone barítono em "Stand Up", "Free Your Mind" e "Ramble Jungle"
- Ron Finck – flauta e saxofone tenor em "Stand Up", "Free Your Mind" e "Ramble Jungle"
- Howard Johnson – saxofone barítono em "Stand Up" e "Free Your Mind"
- Blondie Chaplin – violão e vocais em "Crazy Mama" e "I Must Love You Too Much"
- Colin Linden – violão em "Forever Young"
- Larry Packer – violino e viola em "She Knows"
- Frank Luther – contrabaixo em "She Knows"
- Jason Myles – emulação de harpa e programação em "She Knows"
- Champion Jack Dupree – vocais em "Ramble Jungle"
- Kenn Lending – guitarra em "Ramble Jungle"
- Rob Leon – baixo em "Ramble Jungle"
- Maud Hudson – backing vocal em "I Must Love You Too Much"
- Marie Spinosa – backing vocal em "I Must Love You Too Much"
- Ian Kimmett – backing vocal em "I Must Love You Too Much"
- Garth Hudson, Richard Bell, Levon Helm, Aaron Hurwitz e Tom Malone - arranjo de metais